# Aeroklub Ziemi Lubuskiej

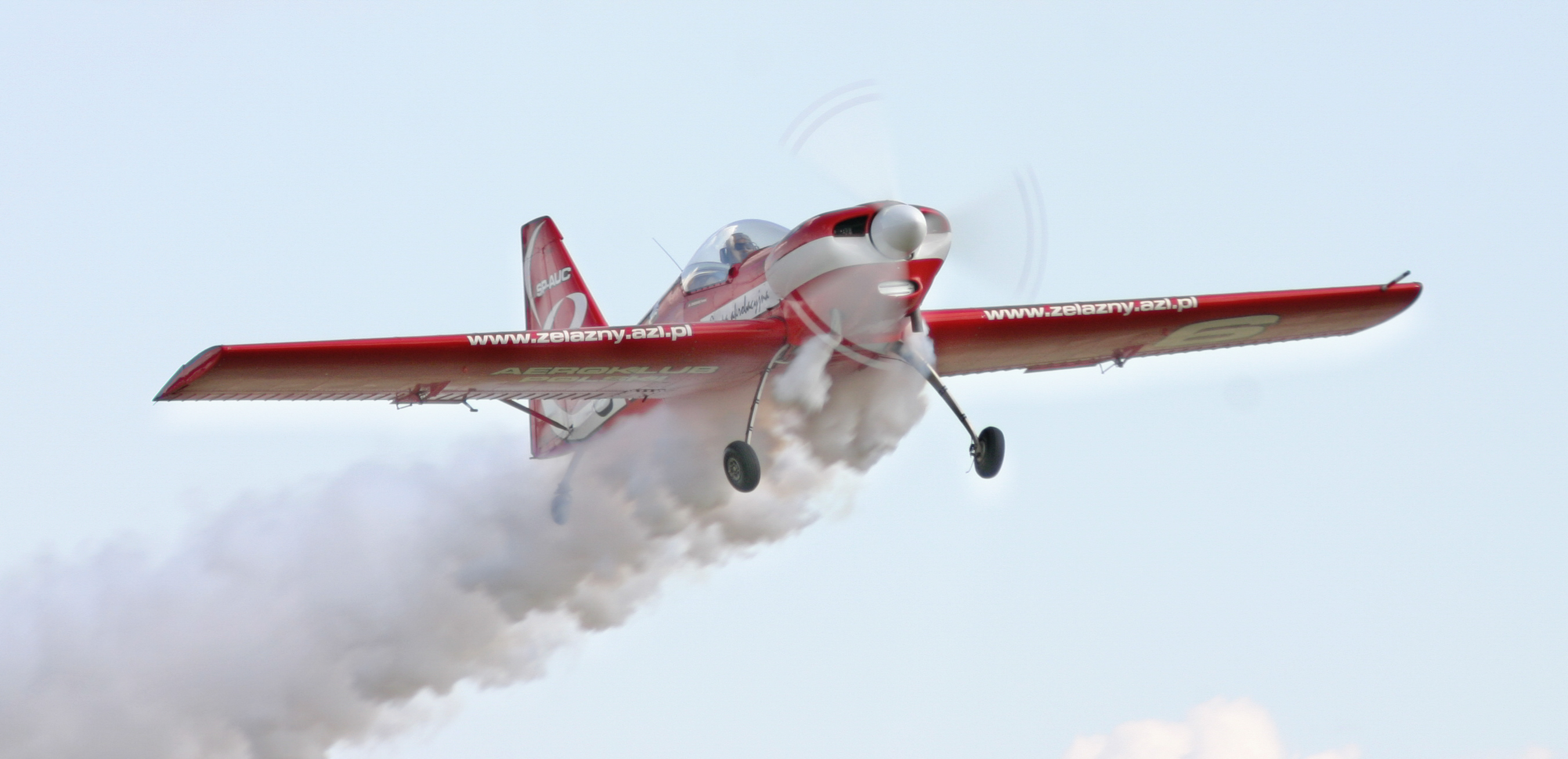
Samolot Zlin-50 grupy AZL Żelazny podczas pokazów lotniczych w Góraszce w 2007

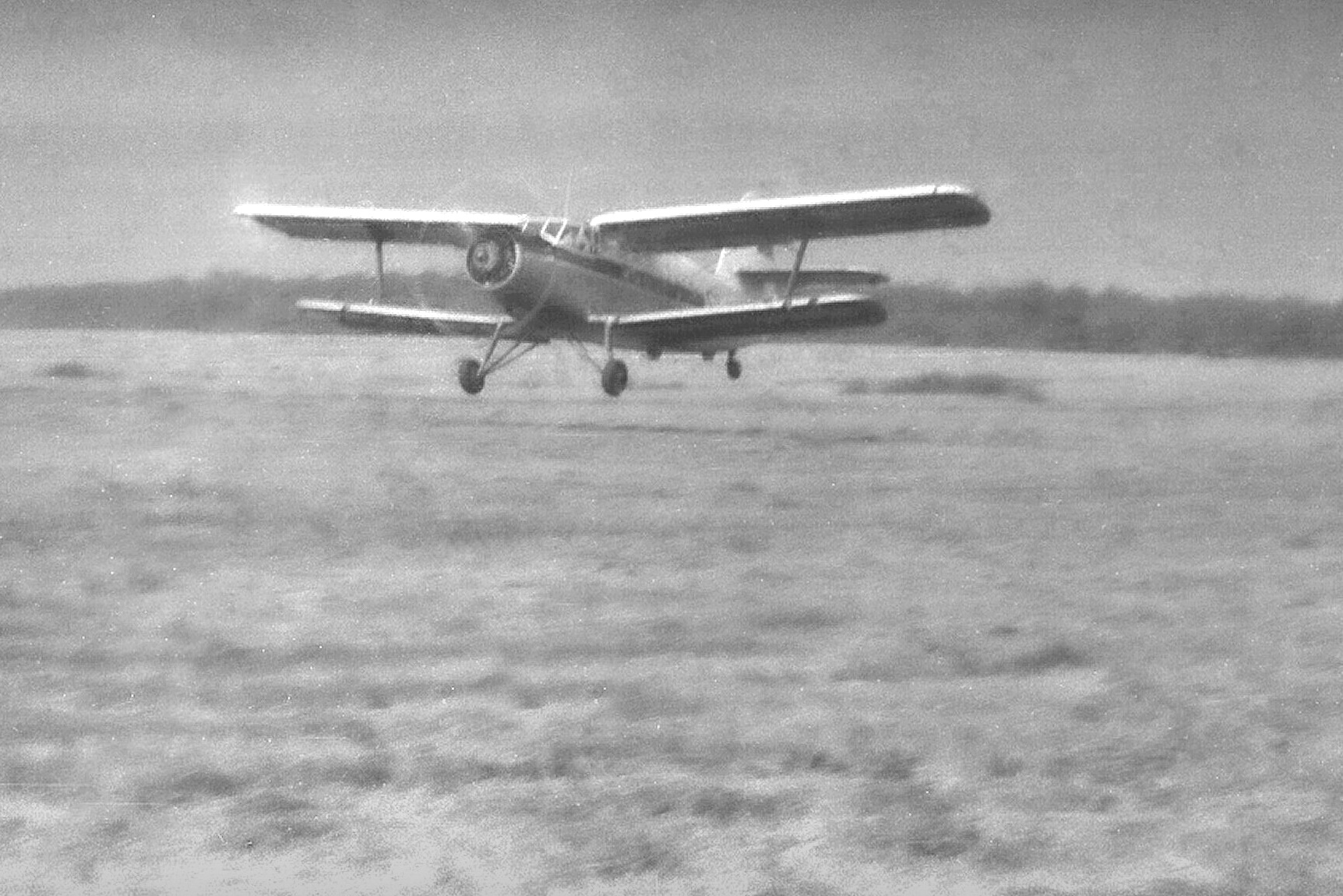
W 1983 r. uprowadzono za "żelazną kurtynę" aeroklubowego An-2(SP-ANK), którego pilot szczęśliwie wylądował w Berlinie-Tempelhof

Aeroklub Ziemi Lubuskiej został utworzony w 13 stycznia 1957 roku na lotnisku Zielona Góra-Przylep we wsi Przylep koło Zielonej Góry (od 1 stycznia 2015 roku dzielnica miasta) jako jeden z 46 oddziałów Aeroklubu Polskiego, które w chwili obecnej funkcjonują w kraju. Aeroklub Ziemi Lubuskiej jest jednym z najmłodszych aeroklubów w Polsce.
Aeroklub Ziemi Lubuskiej jest stowarzyszeniem posiadającym osobowość prawną. Wpis do Rejestru Stowarzyszeń nastąpił w dniu 23 stycznia 1993 r. w Sądzie Wojewódzkim w Zielonej Górze. Ustalono, że terenem działania Aeroklubu będzie obszar RP, a siedzibą władz - Lotnisko Przylep. Główne cele działalności Aeroklubu to koordynacja i wspieranie działań swoich członków, reprezentowanie interesów wobec władz instytucji krajowych i szeroka działalność gospodarcza oparta na działalności lotniczej. 
Przy aeroklubie działa ośrodek szkolenia lotniczego zajmujący się szkoleniem praktycznym i teoretycznym, oraz poszczególne sekcje - spadochronowa, paralotniowa swobodna, motolotniowa, modelarska, szybowcowa i samolotowa. Na lotnisku w Przylepie swoją siedzibę ma Lotniczy Oddział Straży Granicznej oraz Lotnicze Pogotowie Ratunkowe. Od 2000 roku działa tutaj również Grupa Akrobacyjna Żelazny. Dyrektorem Aeroklubu Ziemi Lubuskiej do 2007 był Lech Marchelewski, który zginął podczas wypadku na pokazach lotniczych Radom Air Show. Nowym dyrektorem jest Artur Haładyn.